# Берёза Коржинского

Берёза Коржинского (лат. Betula korshinskyi) — вид растений рода Берёза (Betula) семейства Берёзовые (Betulaceae).

## Распространение и экология
В природе ареал вида охватывает Памиро-Алай. Эндемик.
Произрастает по горным склонам на высоте 1500—2000 м над уровнем моря.

## Ботаническое описание
Кустарник. Молодые ветви, железистые, с редкими длинными волосками или голые.
Листья широко или, реже, узко-яйцевидные, длиной 4 см, шириной 3 см, заострённые, с клиновидным или широко-клиновидным основанием, от основания цельнокрайные, далее по краю просто пильчатые, на молодых веточках сильно волосистые, на старых — голые или внизу по жилкам и краю с рассеянными волосками, на черешках длиной до 1,2 см.
Плодущие серёжки прямые, длиной 1—1,5 см, диаметром 0,8—1 см, на твёрдых, торчащих вверх голых ножках длиной до 8 мм. Прицветные чешуйки длиной 4 мм, голые, широко-клиновидные, с узкими лопастями, из которых островатая средняя значительно превышает восходящие, закруглённые боковые.
Орешек длиной 3 мм, обратнояйцевидный; крыло равно или немного превышает орешек по ширине и слегка выдается над ним вверху.

## Таксономия
Вид Берёза Коржинского входит в род Берёза (Betula) подсемейства Берёзовые (Betuloideae) семейства Берёзовые (Betulaceae) порядка Букоцветные (Fagales).
Описан с перевала Кугарт в Ферганском хребте.
|  |                                      |  |                                                             |                                                             |                     |  | ещё 7 семейств (согласно Системе APG II) | ещё 7 семейств (согласно Системе APG II)                   |                                                            |  |  |  | ещё 1—2 рода        | ещё 1—2 рода           |  |  |
|  |                                      |  |                                                             |                                                             |                     |  | ещё 7 семейств (согласно Системе APG II) | ещё 7 семейств (согласно Системе APG II)                   |                                                            |  |  |  | ещё 1—2 рода        | ещё 1—2 рода           |  |  |
|  |                                      |  |                                                             | порядок Букоцветные                                         |                     |  |                                          |                                                            | подсемейство Берёзовые                                     |  |  |  |                     | вид Берёза Коржинского |  |  |
|  |                                      |  |                                                             | порядок Букоцветные                                         |                     |  |                                          |                                                            | подсемейство Берёзовые                                     |  |  |  |                     | вид Берёза Коржинского |  |  |
|  | отдел Цветковые, или Покрытосеменные |  |                                                             |                                                             | семейство Берёзовые |  |                                          |                                                            | род Берёза                                                 |  |  |  |                     |                        |  |  |
|  | отдел Цветковые, или Покрытосеменные |  |                                                             |                                                             |                     |  |                                          |                                                            |                                                            |  |  |  |                     |                        |  |  |
|  |                                      |  | ещё 44 порядка цветковых растений (согласно Системе APG II) | ещё 44 порядка цветковых растений (согласно Системе APG II) |                     |  |                                          | ещё одно подсемейство, Лещиновые (согласно Системе APG II) | ещё одно подсемейство, Лещиновые (согласно Системе APG II) |  |  |  | ещё более 110 видов |                        |  |  |
|  |                                      |  |                                                             | ещё 44 порядка цветковых растений (согласно Системе APG II) |                     |  |                                          |                                                            | ещё одно подсемейство, Лещиновые (согласно Системе APG II) |  |  |  |                     |                        |  |  |